# 凯斯图蒂斯·纳维茨卡斯
凯斯图蒂斯·纳维茨卡斯（1984年1月13日—），立陶宛男子羽毛球运动员。

## 簡歷
凯斯图蒂斯·纳维茨卡斯在2006年世界羽毛球锦标赛上第二轮被陶菲克淘汰。在北京奥运会羽毛球男子单打比赛中先后淘汰了西班牙和俄罗斯的选手，在16强与马来西亚名将李宗伟的对决中败下阵来。
2015年8月，纳维茨卡斯參加印尼雅加達舉行的世界羽毛球錦標賽，出戰男子單打項目，首圈就以0比2（9-21、13-21）不敵馬來西亞的李宗伟出局。

## 主要比賽成績
只列出曾進入準決賽的國際賽事成績：
| 年份   | 賽事                       | 公開賽級別 | 項目     | 成績   |
| ------ | -------------------------- | ---------- | -------- | ------ |
| 2008年 | 蘇格蘭羽毛球國際賽         | 國際挑戰賽 | 男子單打 | 準決賽 |
| 2009年 | 白夜羽毛球賽               | 國際挑戰賽 | 男子單打 | 準決賽 |
| 2010年 | 加拿大羽毛球國際挑戰賽     | 國際挑戰賽 | 男子單打 | 冠軍   |
| 2010年 | 保加利亞羽毛球國際賽       | 國際挑戰賽 | 男子單打 | 亞軍   |
| 2011年 | 瑞典斯德哥爾摩羽毛球國際賽 | 國際挑戰賽 | 男子單打 | 準決賽 |
| 2011年 | 立陶宛羽毛球公開賽         | 國際系列賽 | 男子單打 | 冠軍   |
| 2011年 | 俄羅斯羽毛球大獎賽         | 大獎賽     | 男子單打 | 準決賽 |
| 2012年 | 比利時羽毛球國際賽         | 國際挑戰賽 | 男子單打 | 準決賽 |
| 2012年 | 保加利亞羽毛球國際賽       | 國際挑戰賽 | 男子單打 | 冠軍   |
| 2012年 | 土耳其羽毛球國際賽         | 國際系列賽 | 男子單打 | 準決賽 |
| 2014年 | 克羅地亞羽毛球國際賽       | 國際系列賽 | 男子單打 | 準決賽 |
| 2015年 | 冰島羽毛球國際賽           | 國際系列賽 | 男子單打 | 準決賽 |
| 2015年 | 波蘭羽毛球公開賽           | 國際挑戰賽 | 男子單打 | 準決賽 |
| 2015年 | 斯洛文尼亞羽毛球國際賽     | 國際系列賽 | 男子單打 | 準決賽 |
| 2015年 | 立陶宛羽毛球國際賽         | 未來系列賽 | 男子單打 | 亞軍   |
| 2015年 | 歐洲運動會羽毛球比賽       | 其他       | 男子單打 | 銅牌   |
| 2016年 | 芬蘭羽毛球公開賽           | 國際挑戰賽 | 男子單打 | 準決賽 |

| 2007-2017年 | 首要超級賽 | 超級賽 | 黃金大獎賽 | 大獎賽 | 國際挑戰賽 | 國際系列賽 | 未來系列賽 | 其他 |

| 2018-2026年 | 總決賽 | 超級1000賽 | 超級750賽 | 超級500賽 | 超級300賽 | 超級100賽 | 國際挑戰賽 | 國際系列賽 | 未來系列賽 | 其他 |

### 奧運會和世錦賽參賽紀錄
|          | 2005 | 2006 | 2007 | 2008 | 2009 | 2010 | 2011 | 2012 | 2013 | 2014 | 2015 |
| -------- | ---- | ---- | ---- | ---- | ---- | ---- | ---- | ---- | ---- | ---- | ---- |
| 男子單打 | 64強 | 32強 | 64強 | 16強 | 64強 | 32強 | 64強 | －   | －   | －   | 64強 |